# Elena (Film)
Elena (russisch Елена, Jelena) ist ein russisches Filmdrama des Regisseurs Andrei Swjaginzew aus dem Jahr 2011. Das Drehbuch stammt von Swjaginzew und Oleg Negin. Hauptdarsteller sind Nadeschda Markina, Andrei Smirnow, Jelena Ljadowa und Alexei Rosin.

## Handlung
Der sehr wohlhabende Pensionär Wladimir lebt mit seiner Frau Elena in einer mit allen Errungenschaften des modernen Lebens ausgestatteten Luxuswohnung in Moskau. Das ungleiche Paar ist seit zwei Jahren verheiratet. Kennengelernt hat Wladimir seine jetzige Frau, eine ehemalige Krankenschwester, vor zehn Jahren im Krankenhaus, wo er sich wegen einer Bauchfellentzündung behandeln ließ. Elena, die aus einfachen Verhältnissen stammt, besorgt dem Mann den Haushalt, kocht für ihn, weckt ihn morgens und zieht abends die Vorhänge zu, wenn er vor dem Fernseher eingeschlafen ist, und sie steht ihm bei Bedarf auch im Bett zu Diensten – Wladimir stellt seine noch vorhandene Manneskraft, der er gelegentlich mit Medikamenten aufhilft, nicht nur im Fitness-Studio gern unter Beweis.
Beide Eheleute haben aus früheren Verbindungen Kinder mit in die Ehe gebracht. Wladimir hat eine Tochter, Jekaterina, die sich jedoch kaum um ihren Vater kümmert und ein ungebundenes Leben führt (weswegen sie im Film auch erst relativ spät ihren ersten Auftritt hat). Elenas Sohn, Sergei, ist arbeitslos und verbringt seine Zeit biertrinkend und zigarettenrauchend in der engen Wohnung oder auf dem kleinen Balkon. Er hat eine kleine Familie zu unterhalten; es ist aber das Geld seiner Mutter, das die Familie über Wasser hält. Es ist eine umständliche Reise in die Peripherie Moskaus, die Elena jeweils unternimmt, um ihren Sohn und dessen Familie das Geld zu überbringen, und sie führt in eine Gegenwelt, wo überall beengte Verhältnisse herrschen und heruntergekommene Plattenbauten und die hässlichen Kühltürme eines Wärmekraftwerks die Kulisse prägen. Elenas Enkel Alexander (Sascha) lungert in der Wohnung herum und vertreibt sich die Zeit mit gewalttätigen Videospielen.
Sergei und seine Frau liegen Elena in den Ohren, damit sie bei Wladimir das Geld erbittet, mit dem für Sascha die Aufnahme an der Universität erkauft werden kann, ansonsten droht dem jungen Mann die Einberufung in die Armee.
Nachdem sich Wladimir im Fitness-Studio körperlich übernommen und im studioeigenen Schwimmbad einen Herzinfarkt erlitten hat, kommt er ins Krankenhaus. Dort besucht ihn auf seine von Elena übermittelte Bitte hin auch seine Tochter Katerina. Wladimir fasst daraufhin den Entschluss, ein Testament zu verfassen und Jekaterina als seine Alleinerbin einzusetzen, während Elena eine Rente auf Lebenszeit ausgerichtet werden soll.
Als Wladimir das Krankenhaus verlässt, fühlt sich Elena als ehemalige Krankenschwester kompetent genug, die Pflege des Rekonvaleszenten selbst zu übernehmen. Wladimir setzt Elena über seine Absichten hinsichtlich der Dispositionen für den Fall seines Ablebens in Kenntnis, eröffnet ihr auch, dass er für den folgenden Tag mit seinem Anwalt einen Termin vereinbart hat, und bittet um Papier, um mit der Niederschrift des Testaments zu beginnen. Elena greift noch einmal das Thema der Unterstützung für ihren Sohn auf. Wladimir ist dazu nicht bereit. 
Elena teilt zwar zunächst Sergei den negativen Bescheid mit, dann aber vollzieht sich bei ihr ein Sinneswandel. Sie konsultiert ein medizinisches Nachschlagewerk und findet in Wladimirs Badezimmer tatsächlich eine Packung „Viagra“. Die Tabletten mischt sie unter den täglich vor dem Essen einzunehmenden Tablettencocktail ihres Mannes. Fachmännisch, wenn auch nicht kaltblütig, stellt sie wenig später den Tod ihres Gatten fest. Sie verbrennt in der Küche den Testamentsentwurf, legt die Packung Viagra gut sichtbar auf das Nachttischchen neben Wladimirs Bett und verständigt die Ambulanz. 
Da kein Testament vorhanden ist, bleibt nur die Teilung des Erbes zwischen der Gattin und der Tochter des Verstorbenen. Bargeld ist nicht mehr vorhanden, Elena hat den Safe ausgeräumt und das Geld ihrem Sohn überbracht.
Der erste Nutznießer dieses Geldes, Sergeis Sohn Sascha, dem nun die Armee erspart bleibt, nutzt einen Stromausfall im Gebäude, um aus der Wohnung zu entweichen und sich an einer wüsten Schlägerei in einem Bandenkrieg zu beteiligen.
Am Schluss des Films hat Sergeis Familie die enge Plattenbauwohnung verlassen und teilt sich nun mit Elena das luxuriöse Moskauer Appartement ihres verstorbenen Mannes.

## Auszeichnungen
- 2011 Prix spécial du jury in der Kategorie Un certain regard des Filmfestivals Cannes.
- 2011 Grand Prix für den besten Film am Film Fest Gent
- 2011 Preis für die beste Regie am Durban International Film Festival.
- 2012 Nika: Preis für die beste Regie